# Edmond Yarz
Xavier Marie Émile Edmond Yarz est un peintre français né à Toulouse le 23 novembre 1845 et mort à Paris le 22 août 1920.

## Biographie
Edmond Yarz est le fils de François Yarz, négociant, et de Jeanne Clémence Camus.
Il se forme à l'école des beaux-arts de Toulouse et se spécialise dans la peinture de paysage.
Il s'installe à Paris dans un atelier de Montmartre au 31, rue Gabrielle, qu'il partage en 1873 avec le peintre toulousain Benjamin-Constant (1845-1902). Au Salon de 1875, il expose Légumes et La Rue du Mont-Cenis, à Montmartre. Au Salon de 1920, il envoie Paysage du Béarn et Après-midi d'été. Au Salon de 1910, il présente ses deux pastels Les Gerbes et Chaumière au printemps (Hautes-Pyrénées), que Guillaume Apollinaire qualifie d'« impressionnisme en trompe-l'œil ».
Il a peint deux toiles représentant Toulouse vue du Bazacle encadrant la porte de la salle du conseil municipal du Capitole de Toulouse.

## Distinction
- Chevalier de la Légion d'honneur en 1903[5].

## Œuvres conservées dans les collections publiques
- Louviers, musée de Louviers : Vue d'Acquigny, Eure, huile sur toile.
- Montauban, musée Ingres : Matinée de printemps, huile sur toile.
- Nantes, musée d'Arts de Nantes : Venise. La Piazetta[6].
- Paris, musée d'Orsay : Le Crépuscule, huile sur toile[7].
- Pau, musée des Beaux-Arts :
  - Le Pont du Carrousel, 1879, huile sur toile[8] ;
  - Les Pyrénées vues de Plagne (Haute-Garonne). Effet du matin, 1888, huile sur toile[9].
- Saintes, musée de l'Échevinage : La Source, huile sur toile.
- Toulouse :
  - Capitole :
    - Toulouse vue du Bazacle, vers 1865, huile sur toile ;
    - Toulouse vue des coteaux voisins,1899, huile sur toile.

  - musée des Augustins : Paysages de bord du Touch, huile sur toile.

Œuvres d'Edmond Yarz
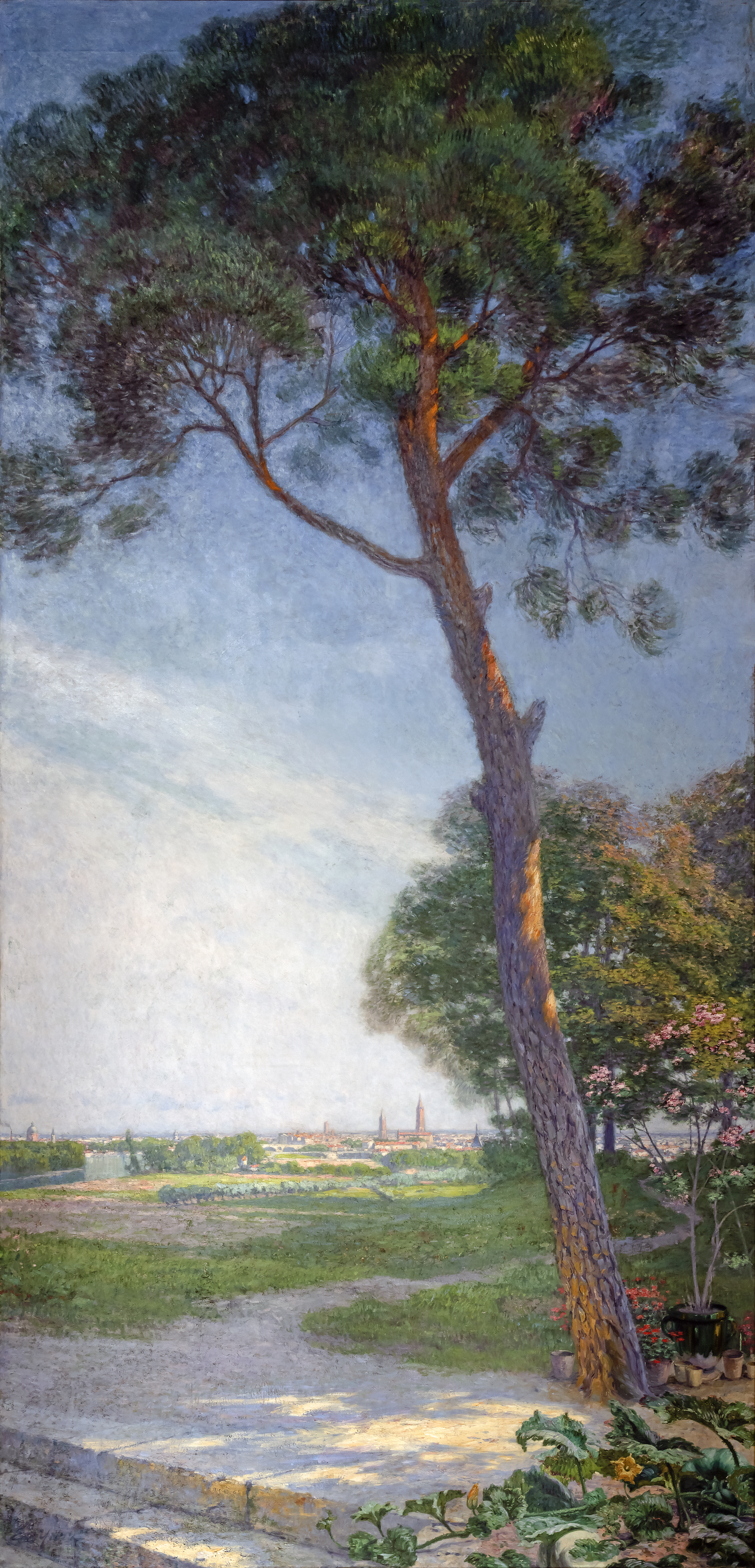
Toulouse vue des coteaux voisins (1899), Capitole de Toulouse, salle du conseil municipal.
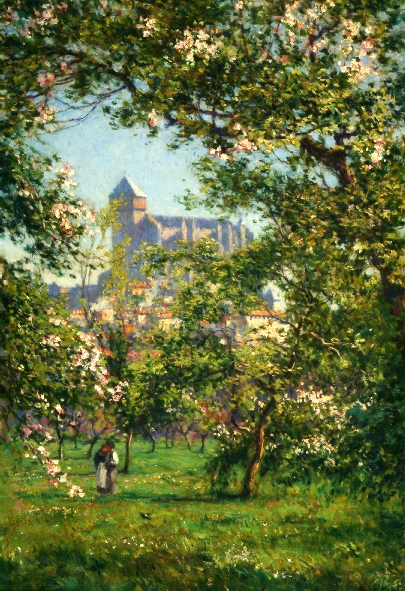
Église de Saint-Bertrand, musée national de l'université fédérale de Rio de Janeiro.

### Biographie
- Émile Bellier de La Chavignerie, Louis Auvray, « Edmond Yarz », in Dictionnaire général des artistes de l'École française depuis l'origine des arts du dessin jusqu'à nos jours : architectes, peintres, sculpteurs, graveurs et lithographes, tome 2, Paris, Librairie Renouard, 1885, p. 727 (lire en ligne).
- Gérard Schurr, Pierre Cabanne, « Yarz, Edmond », in Les Petits Maîtres de la peinture. 1820-1920, Paris, Les Éditions de l'Amateur, 2014, p. 1066  (ISBN 978-2-85917-541-2).